# Quadro interativo

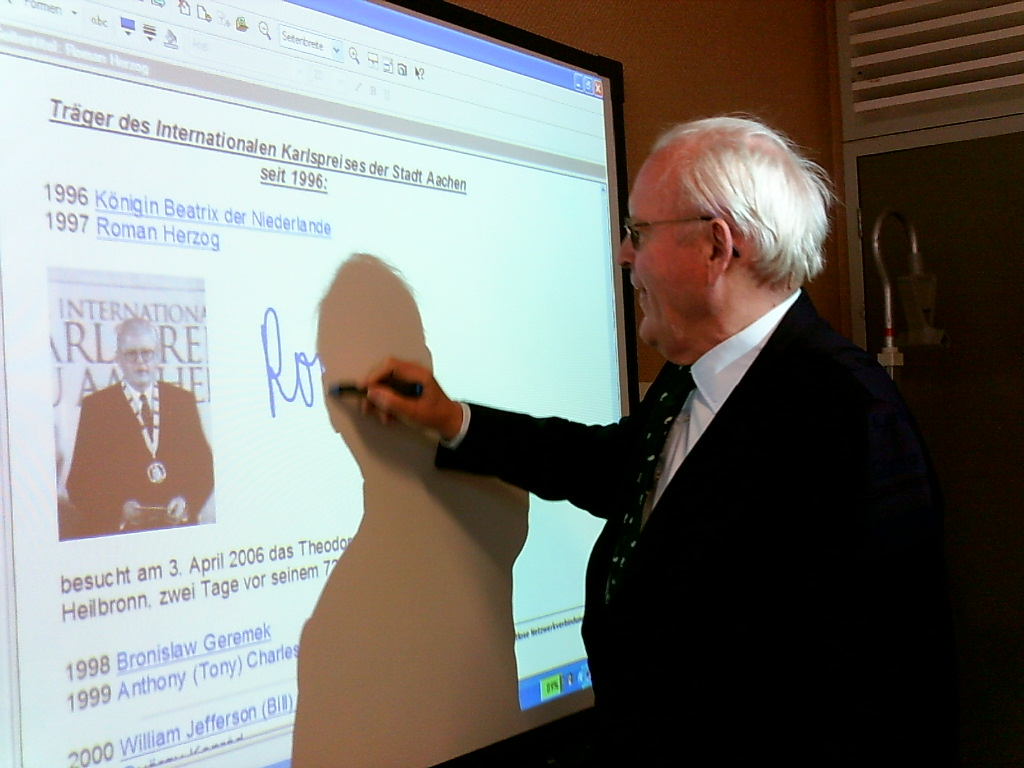
Roman Herzog assinando num quadro interactivo.

Um quadro interactivo é uma superfície que pode reconhecer a escrita electronicamente e que necessita de um computador para funcionar. Alguns quadros interactivos permitem também a interacção com um imagem de computador projectada. São geralmente utilizados no escritório e na sala de aula.
Os quadros electrónicos são usados para capturar apontamentos escritos em sua superfície, utilizando canetas próprias e « tinta electrónica », ou para controlar (seleccionar e arrastar) ou marcar notas ou apontamentos numa imagem gerada por computador e projectada em si por um projector digital.
Os quadros interactivos substituem os quadros negros e os de tinta. Funcionam como um ecrã de computador gigante, ao projectar-se a imagem do computador para o quadro por um projector externo.  O computador pode ser controlado pelo quadro interactivo, por sensores que, activados em diferentes locais, atraem o cursor do rato. Há três tipos diferentes de quadros interactivos, com diferentes formas de controlar o computador: electromagnéticos, sensíveis ao toque e infravermelhos.

## Dimensões
A lousa digital é um recurso que vêm revolucionando as salas de aula: é praticamente um computador, mas com uma tela de proporções grandes, dependendo do fabricante, mas geralmente em torno de 75 a 100 polegadas (não é padrão). O tamanho da tela é um fator determinante para esse tipo de tecnologia, uma vez que é necessário ter acesso físico à dimensão total da lousa (para poder interagir com a tela inteira) geralmente de  70 a 80  polegadas. Atualmente a tawitech é o único fabricante do mercado mundial a produzir lousas digitais com  dimensão ilimitada. Este modelo de lousa digital substitui integralmente o quadro branco ou verde, ideal para sala de aulas com mais de 10 alunos.  

## Tecnologias
As lousas digitais possuem além de dimensões próprias da cada marca, tecnologias de digitalização também próprias, cada fabricante opta por uma forma de captação de sinais, as mais comuns são a ultrassônica, resistiva, eletromagnética , infravermelha e ótica. A tecnologia ótica é a mais precisa permitindo uma escrita mais parecida com a escrita analógica.  

## Outras denominações
Como não há uma padronização de fato adotada pela ABNT, no Brasil recebe as seguintes denominações (de acordo com fabricante/regionalidade): lousa digital, painel digital, quadro interativo, quadro digital, lousa interativa

## Interação e uso do equipamento
A interação com a lousa digital se dá por meio do toque com os dedos, e em alguns modelos, o uso de canetas especiais, utilizadas especificamente para este fim (funcionamento digital). As informações são digitalizadas, ou na escolha de ícones e botões de comando, ações específicas são realizadas. O teclado é virtual, acionado por comando é gerado um teclado digital onde se dá a digitação das informações que se quer registrar (tal como num tablet).

## Recursos agregados
Alguns fabricantes disponibilizam programas educativos personalizados, com opções de interação e consulta on-line. São programas educativos, com desenvolvimento focado no ensino e aprendizagem, geralmente, aplicados para o Ensino Básico (ensinos fundamental e médio).
A lousa digital reconhece a maioria dos formatos de arquivos gerados pelos principais programas (Suíte do MS-Office, arquivos no formato WMV, JPG, entre outros), havendo apenas a necessidade de instalação e configuração de programas, caso não haja compatibilidade (assim como se dá no uso de um computador de mesa).

## O papel do professor
Têm-se na lousa digital a proposta de interatividade que a Internet oferece, mas tendo o professor como o orientador e gestor do acesso às informações.

## Funcionamento
O quadro interactivo liga-se ao computador por um porto serial USB ou tradicional, ou por Bluetooth. Alguns quadros alimentam-se pelo computador. Geralmente, o acionador de dispositivo do quadro está instalado no computador ao qual se liga, e é executado automaticamente quando o computador é ligado. O quadro fica activo logo que o acionador é executado.
Um projector digital pode ser ligado ao computador e focado sobre a superfície do quadro para projectar uma imagem do computador. Na maior parte dos casos, é necessário indicar ao quadro onde é que a imagem projectada está localizada no quadro, bastando para isso tocar numa ou mais localizações da superfície do quadro com a caneta digital. Este processo é chamado de alinhamento ou calibração. Alguns dos novos quadros interactivos são capazes de detectar automaticamente onde se encontram as imagens projectadas e, portanto, não necessitam de calibração.
O driver converte o contacto com o quadro interactivo em cliques do rato ou em tinta digital.
Há diversas marcas de quadro interactivo que permitem o toque directo do dedo na superfície. O dedo funciona como o tradicional rato do computador. Não é necessário qualquer caneta ou dispositivo para funcionar com o quadro.

## Projecção
Os quadros interactivos estão disponíveis em duas formas: projecção de frente ou projecção de trás.

### De frente
Os quadros interactivos com projecção de frente têm o videoprojector à frente do quadro.  A única desvantagem destes quadros é o facto de que se quem está a apresentar está em frente ao quadro, então isso vai originar uma sombra na imagem. Em resposta a este facto, já existem diversas formas de o atenuar, como a possibilidade de subir ou descer a posição do quadro, para o adaptar ao tamanho do utilizador.  A Smart Technologies tem já disponível a nova série de quadros interactivos 600i, em que a projecção é realizada de cima, eliminando as sombras existentes nas formas de projecção convencionais. Poderá ver mais em http://downloads.smarttech.com/media/flash/tours/600itour.htm

### De trás
Os quadros interactivos com Projecção de Trás têm o videoprojector localizado por trás do quadro, para que não surja nenhuma sombra sobre o ecrã. Têm também a vantagem de o apresentador não ter de olhar para a luz do videoprojector enquanto está a comunicar com a audiência. A desvantagem deste sistema é o facto de ele ser geralmente mais caro que o da Projecção de Frente. Estes quadros são geralmente maiores e não podem ser afixados numa parede.

## Usos

### Sala de aula
Os quadros interactivos são usados em muitas escolas como substitutos dos tradicionais quadros para proporcionar aos alunos meios de mostrar material no computador (software educativo, sites, etc.). Os videoprojectores que são usados nos quadros interactivos podem também ser ligados a um leitor de vídeo ou a um leitor de DVD, descartando a necessidade de existir uma televisão na sala de aula. O Quadro Interactivo também oferece aos alunos a possibilidade de resolver tarefas e problemas de matemática no quadro, a oportunidade de demonstrar o seu conhecimento numa matéria específica, e permite ao professor guardar anotações da lição e do desempenho de cada aluno. Para além disso, os quadros interactivos dão aos professores a oportunidade de guardar material didáctico criado por eles e de mais tarde revelá-lo à turma, para que possa ser utilizado pelos alunos. Isto pode tornar-se bastante benéfico para alunos repetentes que precisam de rever a matéria dada, para alunos que por motivos de saúde não puderam assistir à aula, para alunos estudiosos e para a preparação para testes e exames. Pequenos momentos da aula podem ser gravados para revisão posterior. Nos ficheiros guardados constará a apresentação exacta da matéria que ocorreu na sala de aula, incluindo as instruções dadas pelo professor em formato áudio. Tudo isto pode ajudar a transformar a aprendizagem e a cimentar os conhecimentos adquiridos.

### Escritório
Os quadros interactivos utilizados em escritório servem para uma melhor utilização de apresentações interactivas, como as produzidas com programas de apresentação como LibreOffice Impress ou MS PowerPoint, aulas geradas em programas como Cabri, Tabulae ou Interactive Physics, programas de computador CAD, etc.